# Поднижний
Поднижний — хутор в Клетском районе Волгоградской области России. Входит в состав Клетского сельского поселения. Население 264 чел. (2010) .

## История
В соответствии с Законом Волгоградской области от 14 февраля 2005 года № 1003-ОД «Об установлении границ и наделении статусом Клетского района и муниципальных образований в его составе», хутор вошёл в состав образованного Клетского сельского поселения.

## География
Расположен в северо-западной части региона, в долине р. Дон. Фактически — микрорайон районного центра станицы Клетская.
Уличная сеть состоит из четырёх географических объектов: ул. Дорожная, ул. Им атамана Макарова, ул. Крестьянская и ул. Мира
Абсолютная высота 53 метра над уровнем моря.

## Население
| 2010 |
| ---- |
| 264  |

Гендерный состав
По данным Всероссийской переписи населения 2010 года в гендерной структуре населения из 264 жителей мужчин и женщин — по 132 человека (50 % каждая когорта).
Национальный состав
Согласно результатам переписи 2002 года, в национальной структуре населения
русские составляли 95 % от общей численности населения в 236 чел..

## Инфраструктура
Развитое сельское хозяйство. Личное подсобное хозяйство.

## Транспорт
стоит на автодороге «Лог — Новогригорьевская — Клетская — Распопинская — Серафимович» (идентификационный номер 18 ОП РЗ 18К-23).